# Операція «Дедстік»
Операція «Дедстік» — епізод операції «Тонга», в ході якого бійцям 6-ї повітрянодесантної дивізії Великої Британії вдалося захопити стратегічно важливі переправи поблизу Бенувіля. «Дедстік» була початковою фазою висадки союзників у Нормандії.

## Підготовка
Напередодні висадки в Нормандії перед командуванням союзників постала проблема надання простору для маневру силам операції, котрі мали десантуватися на невеликій ділянці узбережжя, що розділена значною кількістю водних перешкод у вигляді річок та каналів. Ще більшу загрозу для сил союзників становила розвинута транспортна інфраструктура. Завдяки залізниці та широким шосейним дорогам, Вермахт мав змогу перекинути до Нормандії близько 60 дивізій загальною чисельністю понад 1 000 000 солдатів протягом кількох днів, що неминуче призвело б до катастрофи.
Тому було розроблено план операції «Дедстік», за яким підрозділи 6-ї повітрянодесантної дивізії мали захопити переправи на схід від зони висадки основних сил. Після захоплення більшість переправ підлягали знищенню для зупинки німецьких підкріплень. Виключення становили два мости поблизу Бенувіля, котрі командування союзників планувало використати для переправи важкої техніки та піхоти після захоплення узбережжя. Ця частина операції «Дедстік» отримала кодову назву «Пегас».
Для виконання завдання із захоплення Бенувіля був обраний підрозділ досвідчених десантників під командуванням майора Джона Говарда, котрий пройшов ретельну підготовку до операції.
Для транспортування підрозділу до Нормандії були вибрані шість Airspeed AS.51 Horsa — безшумних планерів, що вміщували 25-30 десантників і членів екіпажу й дозволяли провести висадку в районі цілі на невеликій території.

## Відображення у культурі
Операцію «Пегас» відтворено у 2 місіях першої частини серії шутерів Call of Duty.
Висадці британських десантників поблизу Бенувіля присвячена одна з сюжетних ліній фільму «Найдовший день».